# Алимпиевич, Душан
Душан Алимпиевич (серб. Душан Алимпијевић, род. 9 марта 1986, Лазаревац, СФРЮ) — сербский баскетбольный тренер.

## Карьера
Алимпиевич начал карьеру тренера в 22 года. За время тренерской работы в профессиональном баскетболе возглавлял сербские клубы «Нови-Сад», «Войводина Сербиягаз» (Нови-Сад), «Спартак» (Суботица) и ФМП (Белград), который в 2017 году вывел в финал национального чемпионата и Кубка страны.
В июле 2017 года Алимпиевич возглавил «Црвену звезду». Под его руководством белградская команда заняла 13 место в Евролиге, одержав в 30 матчах регулярного сезона 11 побед.
Уверенно выиграв регулярный чемпионат Адриатической лиги (19 побед и 3 поражения), «Црвена звезда» уступила со счетом 1:3 в финальной серии черногорской «Будучности» и потеряла место в Евролиге, после чего клуб из Белграда расстался с Алимпиевичем.
Летом 2018 года Алимпиевич работал в штабе «Даллас Маверикс» в Летней лиге НБА, а затем прошёл стажировку в «Фенербахче» по приглашению Желько Обрадовича.
19 ноября 2018 года стал главным тренером «Автодора», однако был уволен уже в конце января 2019 год, не смотря на самую громкую свою победу в сезоне — над питерским «Зенитом» (95:94).
В ноябре 2020 года Алимпиевич возглавил «Бурсаспор».
В апреле 2021 года Алмипиевич подписал с «Бурсаспором» новый 3-летний контракт.
По итогам сезона 2021/2022 Алмипиевич был признан «Тренером года» в Еврокубке. Душан стал самым молодым тренером, завоевавшим эту награду, после того, как вывел «Бурсаспор» в финал Еврокубка в свой первый полноценный сезон в турнире. В финальном матче турецкий клуб под руководством Алимпиевича уступил болонскому «Виртусу» (67:80).
В июле 2022 года Алмипиевич присоединился к тренерскому штабу «Сан-Антонио Спёрс» для участия в Летней лиге НБА.
В июне 2023 года Алимпиевич был назначен главным тренером «Бешикташа».

## Достижения
- Серебряный призёр Еврокубка: 2021/2022
- Серебряный призёр Адриатической лиги: 2017/2018
- Серебряный призёр чемпионата Сербии: 2016/2017
- Серебряный призёр Кубка Радивоя Корача: 2016/2017
- Бронзовый призёр чемпионата Европы (до 20 лет): 2014